# بطاقة ذكية

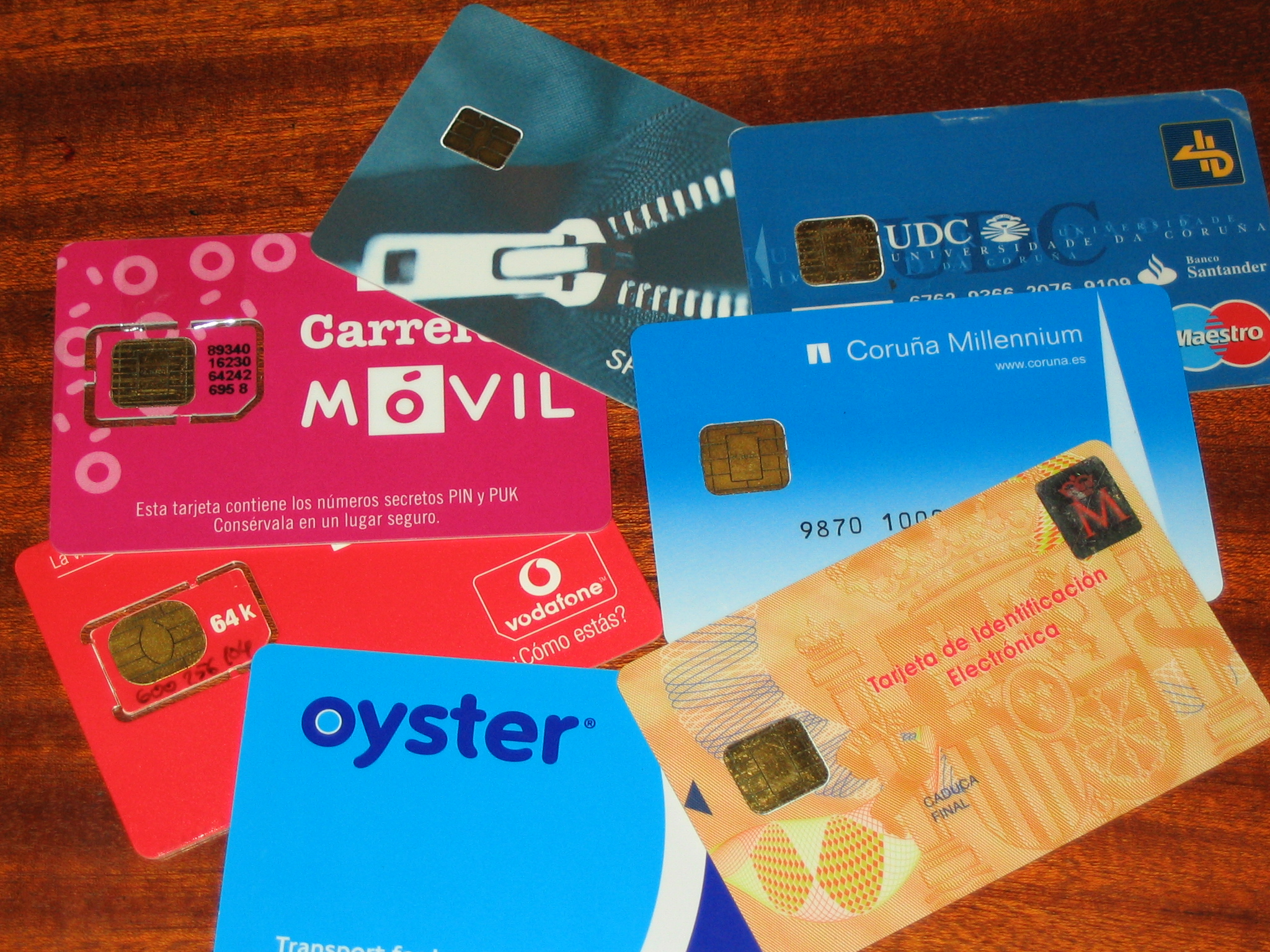
بطاقات ذكية منوعة

البطاقة الذكية هي بطاقة بلاستيكية تحتوي على شريحة يمكن حفظ المعلومات الرقمية والأبجدية فيها، وتتوافق مع أجهزة حاسوبية، تعتمد قراءة البيانات داخل الشريحة وتحويلها إلى معلومات مقروءة على طبيعة البرنامج والشيفرة الإلكترونية المحفوظة بها.تختلف أحجام التخزين من شريحة إلى أخرى بالبطاقة الذكية فتتنوع من 1 كيلوبايت إلى 1 ميجابايت.
يمكن استخدامها كبطاقات الصراف الآلي وبطاقات الائتمان إلا أنها تحتوي على معالج صغير وذاكرة، وغالباُ تحتوي البطاقة الذكية على معلومات مهمة كالسجلات الطبية أو معلومات الحسابات المصرفية للمستخدم. ويتطلب استخدامها إدخال رقم سري، وفي حالة سرقة البطاقة الذكية يكون من الصعب جداً على غير صاحب البطاقة معرفة الرقم السري الخاص بالبطاقة.

## مميزاتها
تقوم فكرة البطاقات الذكية على تخزين معلومات الشخص كالإسم والرقم القومي ورقم سري فريد ومدى الصلاحيات المسموح بها للمشترك والرصيد إذا كانت في التطبيقات المالية وآخر علاج في التطبيقات الصحية وهكذا. وعلى وسيط تخزين صغير الحجم خفيف الوزن يسمح بتبادل وتعديل هذه المعلومات على البطاقة وفقا للخدمة التي يتلقاها المستخدم، فمثلا إذا كان لدينا شركة ترغب في تنظيم الحضور والانصراف والدخول والخروج حسب قواعد ومعايير معينة، فإنها تسجل بيانات الموظفين والأرقام التي تميز كل منهم على البطاقة الذكية التي يحملها الموظف وعندما يمررها عبر جهاز قراءة خاص تتخذ آلة العبور قرار المنع أو السماح للموظف بالعبور،
وفي العمليات المالية والمصرفية أو العمليات المالية الحساسة، يتم مضاهاة ومقارنة البيانات المخزنة في البطاقة مع البيانات المماثلة المخزنة في قاعدة بيانات الشركة، وتتصل البطاقة بجهاز القراءة من خلال التلامس المادي المباشر أو من خلال وصلة لاسلكية عن بعد، وبسبب وجود المعالج المدمج، تتميز البطاقات الذكية بالقدرة على تخزين مقدار كبير من البيانات وتنفيذ عملياتها الخاصة على البطاقات نفسها (مثل التشفير والتحقق المتبادل) والتفاعل الذكي مع جهاز القراءة الذكية.
والبطاقات الذكية عبارة عن أوعية بيانات ذكية وآمنة وصغيرة، بل هي عبارة عن حاسوب يحتوي على ذاكرة حاسوبية متخصصة قادرة على المعالجة وتخزين آلاف وملايين الوحدات من البيانات، وتتكون – بخلاف الإطار البلاستيكي – من شريحة سليكون فيها مناطق اتصال كهربية ولوح معدني رقيق يستقر أسفله دائرة متكاملة تحتوي على معالج مركزي وذاكرة رام ووحدة تخزين للبيانات عبر نظام تشغيل الشريحة مع توفير مستوى عالي من حماية البيانات الذي قد يتخذ شكل كلمات المرور التي تتيح للمستخدم الوصول لأجزاء من ذاكرة رقاقة الدائرة المتكاملة أو إجراءات التشفير التي تحول البيانات المخزنة في الذاكرة إلى معلومات مفيدة.
وتتيح البطاقات الذكية إمكانية المعالجة الذاتية للمعلومات دون الحاجة إلى حاسب، وتتوافق مع المعايير الدولية الحقيقة، وطول العمر الذي يصل إلى 10 آلاف مرة للقراءة والكتابة قبل إصابته بالعطل، ونظام تشغيل الشريحة الذي يدعم العديد من التطبيقات والتخزين الآمن المستقل للبيانات على بطاقة واحدة.
وبخلاف البطاقات ذات الشريط المغناطيسي، تستطيع شرائح البطاقات الذكية حفظ وتحميل الوظائف والمعلومات الضرورية اللازمة لها على البطاقة، ولهذا فهي تتطلب الوصول لقاعدة بيانات بعيدة في وقت العملية من أجل مطابقة بيانات القاعدة ببيانات البطاقة، غير أن البطاقات المغناطيسية ما زالت هي السائدة وأكثر شيوعا في بعض البلدان، ويعتمد اختيار تكنولوجيا البطاقات الذكية على باقة واسعة من العناصر والعوامل والمعايير، منها: آليات التطبيقات والبنية الأساسية السائدة في السوق والتوفير الاقتصادي لنموذج الأعمال واسترتيجية البطاقات ذات التطبيقات المشتركة.
يمكن النظر إلى البطاقة الذكية كجهاز تسجيل إلكتروني، حيث تعرف المعلومات الموجودة على باقة واسعة من العناصر والعوامل والمعايير، منها:
- آليات التطبيقات
- البنية الأساسية السائدة في السوق
- التوفير الاقتصادي لنموذج الأعمال
- إستراتيجية البطاقات ذات التطبيقات المشتركة.

يمكن اعتبار البطاقة الذكية كجهاز تسجيل إلكتروني، حيث تعرف المعلومات الموجودة في رقاقة التخزين هوية حامل البطاقة حتى يمكن استخدام المزايا الخاصة به، ويمكن معالجة معلومات مثل السحوبات والمبيعات والفواتير بشكل فوري عند الضرورة، وتنقل هذه السجلات المتغيرة إلى الحاسب المركزي لتحديث البيانات، ولكن لاحظ أن هذا العقل صغير، فهو لا يضارع بالطبع إمكانيات الحاسب الشخصي أو حتى الهاتف المحمول.
وفي ضوء ذلك تعرف رابطة البطاقات الذكية Smart Card Alliance البطاقات الذكية بأنها أجهزة مزودة إما بمعالج دقيق وشريحة ذاكرة بتعليمات غير قابلة للبرمجة، ويستطيع المعالج الدقيق المدمج إضافة وحذف وتعديل المعلومات على البطاقة، أما شريحة الذاكرة فيمكنها القيام فقط بالعمليات المحددة مسبقا.
وتتوافق تكنولوجيا البطاقات الذكية مع المعايير الدولية مثل معيار (ISO/IEC7816,ISO/IEC14443) وتتوافر في مجموعة متنوعة من الأشكال مثل البطاقات البلاستيكية والميداليات الشخصية ووحدات تعريف المشترك SIM المعروفة باسم وحدة تعريف المشترك في الهواتف المحمولة وكلمات المرور المخزنة في أجهزة يو إس بي، وتققل البطاقات الذكية بإمكانيات المعالجة الموزعة التي تتميز بها الحاجة إلى أجهزة الحاسب الضخمة المين فريم وتكلفة خطوط الهواتف المحلية وبعيدة المدى المطلوبة للحفاظ على وصلة دائمة بالحاسب المركزي.

## تاريخها

### في ألمانيا
تم ابتكار واختراع البطاقات الذكية بواسطة عالم الصواريخ الألماني هيلموت جروتروب وزميله العالم جورجين ديثلوف في عام 1968، وتم اعتماد براءة الاختراع في عام 1982 وأول استخدام جماعي للبطاقات في التليفونات المدفوعة بفرنسا عام 1983 وسجل رولاند مورينو براءة ابتكار تصوره لبطاقة الذاكرة في عام 1974 وفي عام 1977، ابتكر هونيويل بول أول بطاقة ذكية مزودة بمعالج دقيق. وفي عام 1978، سجل بول براءة اختراع الحاسب الدقيق ذي الشريحة الواحدة القابل للبرمجة SPOM مع تعريف البنية الضرورية لبرمجة الشريحة تلقائيا. بعد ذلك بثلاث سنوات صنعت موتورولا أول بطاقة بمعالج دقيق وفقا لهذا الاختراع، ثم سجل بول ما يقرب من 1200 براءة اختراع مرتبطة بالبطاقات الذكية.

### في فرنسا
وجاء الاستخدام الثاني للبطاقات الذكية مع دمج الرقائق الصغيرة في بطاقات الخصم الفرنسية (البطاقة الزرقاء Carte Bleue) عام 1992، حيث يقوم المستهلك بسداد المدفوعات بإدخال البطاقة في ماكينة التاجر ثم يدخل الرقم الشخصي قبل قبول العملية. وفي منتصف التسعينات ازدهرت في جميع دول اوربا أنظمة المحافظ الإلكترونية التي تعتمد على البطاقات الذكية وتحتوي رقائقها الإلكترونية على القيمة المالية التي لا تخزن في حساب خارجي، بحيث لا تحتاج التي تقبل البطاقة إلى الاتصال بالشبكة، ومن أشهر هذه الدول ألمانيا والنمسا وبلجيكا وفرنسا وهولندا وسويسرا والسويد وفلندا وبريطانيا والدنمارك والبرتغال.

### ازدهار التسعينات
ثم حدث الزدهار الأكبر في البطاقات الذكية في نهاية التسعينات مع طرح شريحة خط المحمول الذكية، ومع انتشار وذيوع التليفونات المحمولة في أوروبا، أصبحت البطاقات الذكية أيضا شائعة، وفي عام 1993 وافقت ماركة الدفع العالمية ماستركارد وفيزا ويوروباي على التعاون معا لتطويير المعايير لاستخدام البطاقات الذكية مع بطاقات الائتمان أو بطاقات الخصم، وتم اطلاق الإصدار الأول من إصدار إي إم في (الحروف الأولى من Europay و Visa و Mastercard) في عام 1994. وقامت شركة EMVco المسئولة عن صيانة النظام على المدى البعيد بترقية المعيار في عام 2000 ثم إلى 2004.

### نظام تحصيل الاجرة
وبدأت البطاقات الذكية اللاتلامسية – التي تعمل بتكنولوجيا الاتصالات اللاسلكية قريبة المدى - تصبح شائعة بشكل متزايد في طبقات السداد والتذاكر، مثل النقل الجماعي، ووافقت فيزا وماستر بطاقة على إصدار سهل التنفيذ يجري تشغيله حاليا في الولايات المتحدة، وحول العالم، يجري تركيب أنظمة البطاقات اللاتلامسية لجمع الاجرة من أجل زيادة الكفاءة في النقل الجماعي، والمعايير العديدة التي ظهرت في هذا المجال هي معايير محلية وغير متوافقة مع بعضها البعض.

### في كافة المجالات
ويجري حاليا استخدام البطاقات الذكية على نطاق واسع في نظام الهوية الشخصية على المستويات الإقليمية والقومية والدولية، وذلك في بطاقات هوية المواطنين وتراخيص القيادة وبطاقات المرضى وغيرها، كما يجري حاليا تركيب البطاقات الذكية اللاتلامسية في جوازات السفر الالكترونية المزودة بالبيانات الحيوية لتحسين الأمان في صناعة السفر والسياحة الدولية.

## توقع ثورة قادمة فيسوقالبطاقات الذكية
توقعت دراسة حديثة أن تبلغ قيمة سوق البطاقات الذكية بمنطقة الشرق الأوسط وشمال أفريقيا نحو 328.5 مليون دولار أمريكي بحلول العام 2014. كما توقعت الدراسة التي أجرتها المؤسسة البحثية والاستشارية العالمية المستقلة «فروست أند سوليفان» أن تستحوذ الهواتف الذكية والأجهزة الجوالة على نسبة 64.6% من هذه البطاقات التي تشمل أيضا بطاقات التعريف والائتمان ومختلف بطاقات التحكم الذكية.

## عوائق انتشارها
ولكن هل هناك عوائق تقف في طريق انتشار البطاقات الذكية؟
- التكلفة العالية للبطاقات الذكية مقارنة بالبطاقات المغناطيسية، والفرق في التكلفة الأولية، ولكن هذا الفرق يكون بشكل بارز عندما تتم مقارنة الفروق بينهما في العمر المتوقع والامكانيات وخاصة دعم العديد من التطبيقات وبالتالى تقليل التكلفة على مستوى التطبيق.
- نقص البنية الاساسية التي تدعم البطاقات الذكية، ونجد ذلك واضحا في مصر
- الطبيعة الحصرية لنظام تشغيل الشريحة، حيث يجب على المستهلك أن يكون تقنيا ملم بتفاصيل أنظمة التشغيل حتى يستطيع اختيار البطاقة المناسبة لتطبيق المطلوب
- نقص المعايير لضمان التوافق المتبادل بين برامج البطاقات الذكية المتنوعة
- المشكلات القانونية وسياسة الخصوصية المرتبطة بالخصوصية والسرية وقوانين الحماية للمستهلك

## أشهر أنواعها
تتميز استخدامات البطاقة الذكية بأنها متنوعة، كما تتنوع تكنولوجيات تصنيعها ووسائل تشغيلها، وبالتالى كان لابد أنت تتعدد أنواعها ومسمياتها، وفي الواقع العملى تتنوع هذه الأنواع وفقا لعدة معايير منها كيفية قراءة وكتابة البيانات على البطاقة ووفقا لهذا النوع لدينا البطاقات التلامسية واللاتلامسية، ونوع الرقاقة المزروعة في البطاقة وامكانياتها وفيما يلى شرح لهذه الانواع.

### البطاقات التلامسية

أقطاب البطاقة الذكية.

أشهر أنواع البطاقات الذكية وأكثر شيوعها، وينبغى وضعها في جهاز القراءة بحيث يحدث تلامس مباشر على سطح مناطق الاتصال الذهبية في البطاقة، ويحدث نقل الأوامر والبيانات وحالة البطاقة عبر نطاق التلامس المادى الكهربية.ويستخدم في جميع أحجام البطاقات وأنواع الشرائح الالكترونية. البطاقات ذات خاصية التلامس يجب أن تدخل في القاريء لكي تتم عملية نقل المعلومات. تحتوي البطاقات من هذا النوع على شريحة ذهبية صغيرة طول قطرها حوالي نصف بوصة في مقدمة البطاقة، بدلا من الشريط المغناطيسي الموجود في الخلف كما في بطاقات الائتمان. عندما تدخل البطاقة في القاريء تتصل مع وصلات كهربائية وهي التي من خلالها يتم تنقل المعلومات من وإلى الشريحة. البطاقات التلامسية تستخدم ثمانية دبابيس إلكترونية لتتمكن من الاتصال الفعلي بالقاريء خمسة دبابيس إلكترونية معرفة على انها (Vcc(+5VDC), reset , clock ,ground,input/output(I/O).

### البطاقات اللاتلامسية
كل ما تتطلبه هو الاقتراب لمسافة معينة من جهاز القراءة، حيث تحتوى كل من البطاقات الذكية وجهاز القراءة على هوائى لاسلكى قصير المدى، وتتواصل الهوائيات لاسلكيا باستخدام ترددات الراديو اللاسلكية. وتعتمد على تكنولوجيا التحقق من الهوية لاسلكيا RFID ، وبدلامن إدخال البطاقة في جهاز القراءة يتم تمريره بالقرب من السطح الخارجى لجهاز القراءة. وتعمل هذه البطاقات بذاكرة محدودة وبتردد 125 ميجا هرتز، أما البطاقات اللاتلامسية التي يمكن قراءتها وتعديلها فتتواصل بتردد13.65 ميجا هيرتز، ومن عيوب البطاقات اللاتلامسية تققيد وظائف التشفير وذاكرة المستخدم مقابل بطاقات المعالج الدقيق والمسافة المحدودة بين البطاقة وجهاز القراءة المطلوبة للتشغيل.

### البطاقات المزدوجة
وهي التي تمزج بين التكنولوجيا التلامسية واللاتلامسية في بطاقة واحدة، وقد تحتوى هذة البطاقات على شريحتين مختلفتين بخلاف البطاقة ذى الوصلة المزدوجة التي تحتوى على شريحة واحدة مزودة بالوصلتين معا.

### البطاقات وفقا للذاكرة والمعالج

#### البطاقات المزودة بشريحة ذاكرة

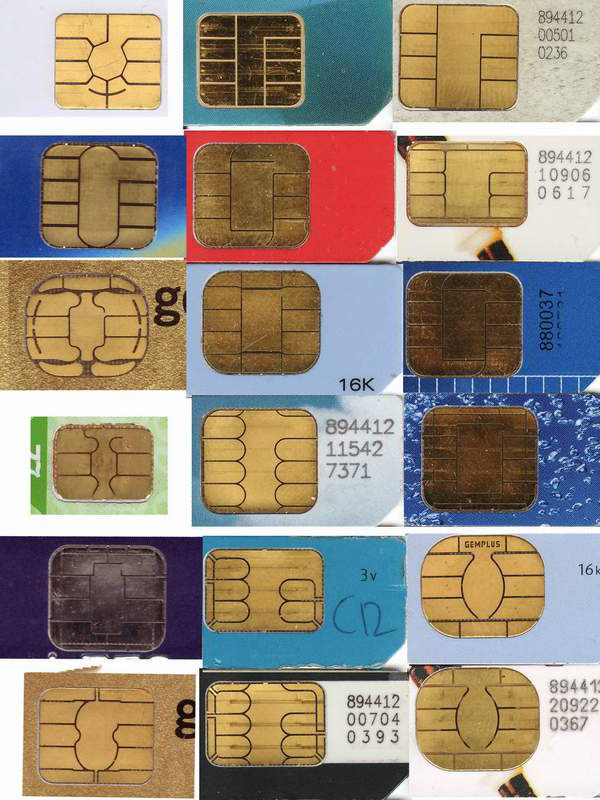
شرائح بطاقات الكترونية منوعة

هي البطاقات التي تقتصر وظيفة شريحة الذاكرة المدمجة بها على التخزين والاسترجاع فقط، وتشبه هذه الشريحة قرص صلب صغير مع سمات أمنية اختيارية، ولكنها تقل في الحماية المتوفرة لادارة البيانات.
وهناك ثلاثة أنواع من بطاقات الذاكرة
- بطاقات الذاكرة المباشرة: تخزن هذه البطاقات البيانات ولا تمتلك معالجة البيانات، وهي أقل تكلفة، وتعتبر بمثابة أقراص مرنة بأحجام مختلفة مع إمكانية الغلق.
- بطاقات الذاكرة المحمية/المقسمة: تحتوى هذه البطاقات على المنطق الداخلى الخاص بها للتحكم في الوصول للذاكرة في البطاقة. ويتم ذلك من خلال كلمة مرور أو مفتاح للنظام، ولا يمكن بسهوله نسخ هذه البطاقات، ويمكن تتيعها بواسطه معرف على الذاكرة.
- بطاقات الذاكرة ذات القيمة المخزنة: صممت هذه البطاقات لغرض معين وهو تخزين قيمة أو شفرة حماية معينة، ويمكن التخلص من هذه البطاقات أو إعداد شحنها، وتتضمن أغلب البطاقات من هذا النوع إجراءات أمان دائمة في مرحلة التصنيع. ومن أمثلة هذة البطاقات التليفون العام في الشوارع والميادين، حيث تحتوى البطاقة على عدد معين من خلايا الذاكرة، كل خلية تحتوى على قيمة أو وحدة معينة، ومع إجراء الاتصال يتم مسح قيم أ وحدات هذه الخلايا حسب المدة، والخلية التي لا تمسح من الصعب كتابتها مرة أخرى وهكذا حتى يتم مسح كل الخلايا وتصبح البطاقة عديمة الجدوى، ويتم التخلص منها، وفي الحالة البطاقات القابلة للشحن يتم عكس هذه العميلة فيتم إعادة القيم والبيانات المشفرة في خلايا الذاكرة .

#### البطاقات المزودة بمعالجات دقيقة
وتحتوى هذه البطاقات على معالج دقيق أو رقاقة تحكم دقيقة تدير عملية تخصيص الذاكرة والوصول للملفات . ويشبه هذا النوع الشرائح الموجودة في كل الحاسبات الشخصية وعند زرعها في البطاقة الذكية تقوم بإدارة البيانات في هياكل ملفات منظمة من خلال نظام تشغيل البطاقة .
فالبطاقات الذكية التي تحتوى على معالج دقيق مدمج تمتاز بالقدرة الفريدة على تخزين كميات كبيرة من البيانات وتنفيذ عمليات الحوسبة الخاصة بها مثل التشفير والتوقيعات الرقمية ويمكنها التفاعل بذكاء مع قارئ البطاقة الذكية.
ويتميز الجيل الحالى من البطاقات الذكية ذات المعالجات بمعالج 8 بت وذاكرة للقراءة فقط سعتها 16 كيلو بت وذاكرة وصول عشوائى سعتها 512 بايت، وتتضمن هذه البطاقات القدرة التشفيرة الذاتية، مما يتطلب التعامل مع أرقام كبيرة ولهذا تستخدم هذه البطاقات في تطبيقات الهوية الرقمية، وهناك عدة أمثلة لهذه البطاقات منها:
- البطاقات التي تحمل قيمة مالية .
- البطاقات التي تحمل قيمة مكافئة للمال (مثل بطاقات التعامل المتكرر في المتاجر والمستشفيات وغيرها)
- البطاقات التي تتيح الوصول الآمن لشبكة معين.
- البطاقات التي تحمى التليفونات المحمولة من الغش والاحتيال .
- البطاقات التي تحمى أجهزة التليفزيون والدش من القرصنة.

#### بطاقات الذاكرة الضوئية
تستطيع بطاقات الذاكرة الضوئية تخزين حوالى 10 ميجا بت من البيانات، ولكن بمجرد تسجيل هذه البيانات لايمكن تغييرها أو إزالتها، وهذا النوع من البيانات مثالى لحفظ السجلات مثل الملفات الطبية وسجلات القيادة وتاريخ السفر، وهذه البطاقات لا تحتوى على معالجات خاصة بها، واذا كانت البطاقات مشابهه في السعر للبطاقات ذات الشريحة، فإن أجهزة القراءة التي تتمكن من التعامل مع هذه البطاقات غير شائعة ومكلفة للغاية

### أنظمة تشغيل البطاقات الذكية
في حالة البطاقات المزودة بمعاجات دقيقة، يلزمها وجود نظام تشغيل لادارة الملفات والذاكرة والوصول للبيانات التي تخدم التطبيقات المختلفة وهو بديهيا ليس نظام تشغيل مثل الويندز بالطبع، ولكن ه برنامج صغير يتحكم في البطاقة ويدير اتصاله مع أجهزة القراءة في مختلف التطبيقات . يوجد نوعان أساسيان من أنظمة تشغيل البطاقات الذكية: نظام البنية الثابتة للملفات ونظام التطبيقات المتغير، وكما هو الحال مع أنواع البطاقات الذكية، يعتمد اختيار نظام تشغيل البطاقة على التطبيق الذي يخدمه البطاقة، والفرق الآخر بين البطاقات هو إمكانيات التشفير في نظام التشغيل والشريحة، ويمكن التفريق بين هذه الإمكانيات على أساس المفتاح المتماثل والمفتاح العام.

### البنية الثابتة للملفات
يعامل هذا النوع هذه البطاقات على أنه جهاز آمن للحوسبة والتخزين، وتقوم الشركة المصنعة بتحديد الملفات والصلاحيات مقدما، وهذه المعايير الثابتة مثالية وموفرة في التكلفة لنوع معين من البنية والوظائف الثابتة التي لم تتغير في المستقبل القريب .

### نظام التطبيقات المتغير
يساعد هذا النوع من نظم التشغيل المبرمجين على بناء واختبار وتشغيل تطبيقات مختلفة بشكل آمن، وبسبب انفصال نظام التشغيل عن التطبيقات، يمكن ترقية البطاقة بسهولة وبشكل متكرر، ومن الأمثلة على ذلك شريحة المحمول التي تستقبل حزمة الترقية والحماية من شبكة المحمول ويتم تغيير تطبيقياتها بشكل تفاعلى .

### التشفير في البطاقات الذكية
من المهام التي تقوم بها المعالجات الدقيقة في أغلب البطاقات الذكية تشفيير البيانات باستخدام لوغاريتمات معقدة، وتستطيع البطاقات الذكية التشفيرية توليد أزواج المفاتييح لتجنب مخاطر وجود أكثر من نسخة من المفتاح (رغم أن تصميم البطاقات الذكية لا يتيح استخراج المفاتيح الخاصة من البطاقة الذكية)، وهذا النوع من البطاقات الذكية يستخدم في التوقيع الرقمى والهوية الآمنة.

### أجهزة قراءة البطاقات الذكية
يصف مصطلح جهاز القراءة الوحدة أو الجهاز التي تعتمد على الحاسب الشخصى في المعالجة أما الجهاز الطرفى فهو الجهاز الذي يكتفى ذاتيا ويحتوى على المعالج الخاص به، وتقوم أجهزة القراءة والاجهزة الطرفية بالقراءة من البطاقات الذكية والكتابة عليها . وتوجد أشكال وأحجام عديدة من أجهزة القراءة حسب التنوع الكبير في التطبيقات، ويمكن التفرقة بين أجهزة قراءة البطاقات الذكية حسب نوع الوصلة بالحاسب الشخصى وهي إما المنافذ المتسلسلةآر إس 232 ومنافذ يو إس بي وفتحات PCMCIA وفتحات الاقراص المرنة والمنافذ المتوازية ومنافذ الاشعة تحت الحمراء ولوحات المفاتيح.

### أهم مجالات تطبيق البطاقات الذكية
تطبيقات الاتصالات

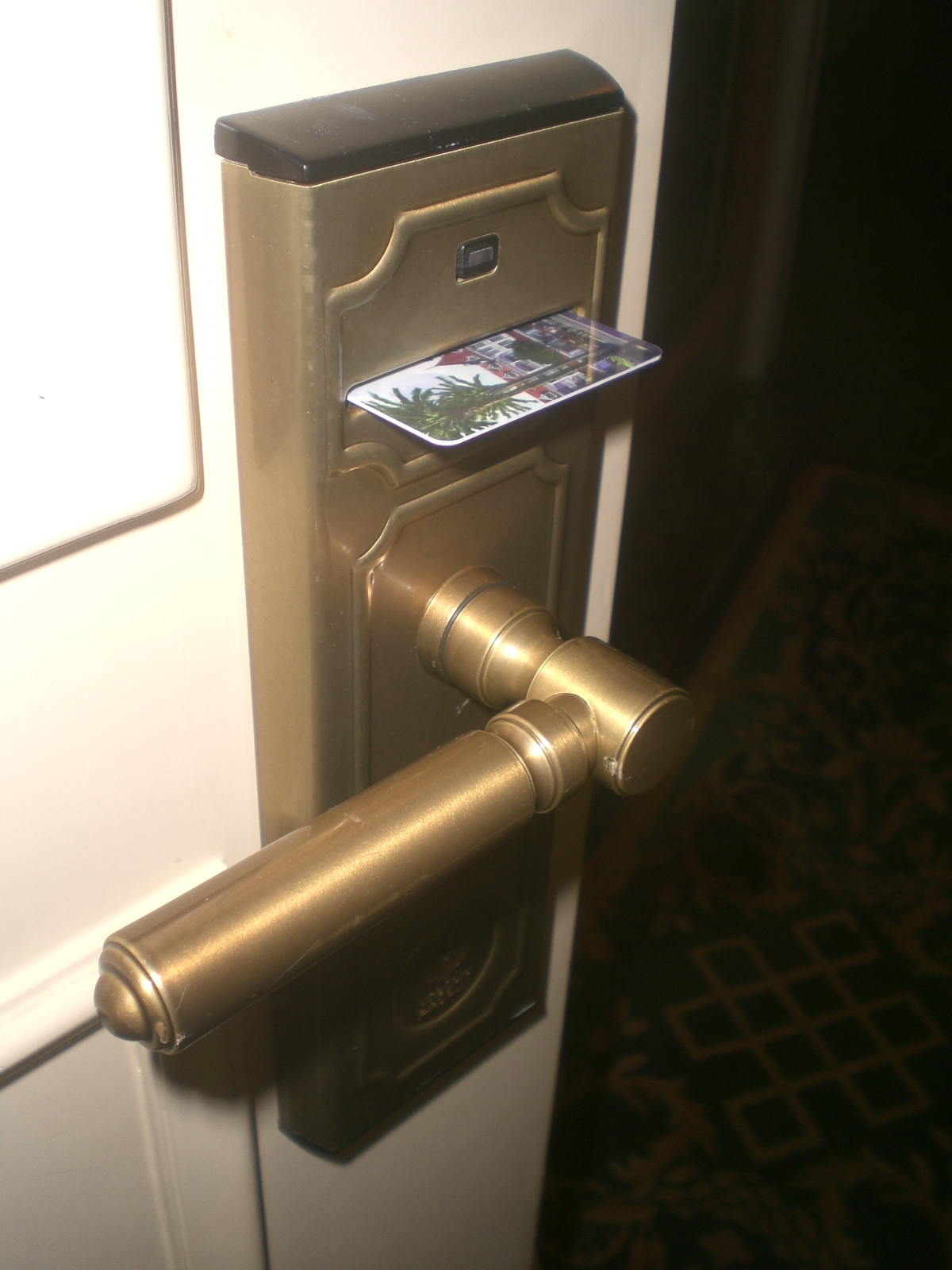
قفل الكتروني: إحدى التطبيقات العملية للبطاقة الذكية.

تستخدم البطاقات الذكية بكثافة في مجال الاتصالات، ولعل شرائح خطوط المحمول من أكثر التطبيقات البارزة في هذا الصدد ولا يوجد هاتف بدون شريحة الخط الذكية SIM التي يتم ضبطها بالمعلومات الأساسية من أجل تحديد هوية الهاتف المحمول حتى يستطيع استقبال المكالمات والرسائل.
وتستخدم البطاقات الذكية في خدمات الدفع في الهاتف المحمول، فقد أصبح من الممكن دمج هذه الشرائح الذكية اللاتلامسية في الهواتف المحمولة، ومن ثم الهاتف المحمول بديلا للبطاقة وبالتالي من الممكن استخدامه لاتلامسيا كبطاقة ائتمان أو خصم في الصراف الآلي.
تطبيقات تحديد الهوية
تحمي تكنولوجيا البطاقات الذكية بيانات الهوية المخزنة في بطاقة الهوية بشكل كامل وباستمرار، حيث يقوم المعالج المدمج ببطاقة الهوية بتشفير بيانات الهوية المخزنة في البطاقة ولا يسمح بقراءتها إلا بعد إدخال رقم سري مثل رقم التعريف الشخصي وكلمة المرور أو التحقق الحيوي عن طريق بصمات الأصابع.
التطبيقات المالية
يستطيع العملاء استخدام البطاقات الذكية في إجراء التعاملات المالية الشخصية سواء من خلال صراف آلي أو عبر الانترنت من خلال وحدات قراءة البطاقات المتصلة بالحاسب. وتسهل البطاقات الذكية على العملاء تأمين تخزين المعلومات والنقد للشراء. وتشمل المزايا التي توفرها للعملاء في هذا الصدد حمل البيانات الشخصية وبيانات الائتمان والشراء التي يمكن الوصول إليها من خلال نقرة واحدة بفأرة حاسب بدلا من ملء النماذج والاستمارات.

## طالع كذلك
- هاتف نقال
- مدير كلمة المرور